# Sabih Arca
Sabih Arca (* 1901 in Istanbul; † 24. April 1979 ebenda) war ein türkischer Fußballspieler und -funktionär. Durch seine lange Tätigkeit für Fenerbahçe Istanbul und als Eigengewächs wird er sehr stark mit diesem Verein assoziiert. Er war an mehreren wichtigen Erfolgen Fenerbahçes im Speziellen und des türkischen Fußballs im Allgemeinen beteiligt. So zählte er 1923 im General Harington Kupası zur Startelf Fenerbahçes und war im ersten Länderspiel der Türkischen Nationalmannschaft in der Startformation. In den 1950ern war er für einige Jahre als Funktionär des türkischen Fußballverbandes und in den 1960er und 1970er Jahren als Funktionär Fenerbahçes tätig.

## Spielerkarriere

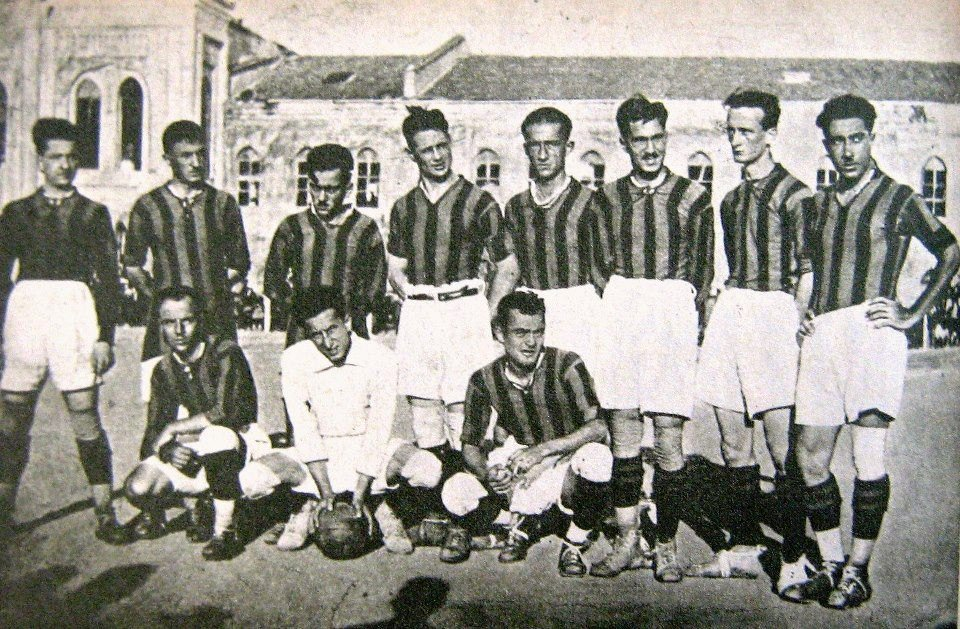
Fenerbahçe (1922/23), von links nach rechts: Hintere Reihe – Bedri Gürsoy, Zeki Rıza Sporel, Ömer Tanyeri, İsmet Uluğ, Sabih Arca, Cafer Çağatay, Fâhir Yeniçay, Kadri Göktulga, Fâhir Yeniçay
Vordere Reihe – Ragıp Mağden, Şekip Kulaksızoğlu, Alaattin Baydar.

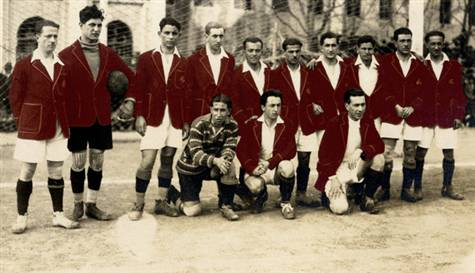
Anlässlich eines Freundschaftsspiels gegen eine Wiener Auswahlmannschaft zusammengestellte Istanbuler Auswahlmannschaft aus den Spielern von Fenerbahçe Istanbul und Galatasaray Istanbul. Hintere Reihe ganz rechts: Sabih Arca.

### Vereine
Arca erlernte das Fußballspielen u. a. in der Nachwuchsabteilung von Fenerbahçe Istanbul. Nach dem Eintritt des Osmanischen Reiches in den Ersten Weltkrieg am 2. August 1914 wurden nach und nach alle Fußballspieler der ersten Mannschaft Fenerbahçes und auch der anderen Istanbuler Teams in den Kriegsdienst eingezogen. So rückten notgedrungen jüngere Spieler in die erste Männermannschaft auf. Unter diesen Spielern befand sich auch der junge Arca. Für die 1. Mannschaft Fenerbahçes begann Arca ab der Saison 1917/18 in der İstanbul Cuma Ligi (dt. Istanbuler Freitagsliga), der damals renommiertesten Liga des Landes, zu spielen. Diese Liga war die einzige die zwischen den Jahren 1915 und 1918 ihren Spielbetrieb fortsetzte. Mit seiner Mannschaft wurde Arca in der Cuma-Liga-Spielzeit 1917/18 hinter Altınordu İdman Yurdu zweiter der Liga.
Da aber das Osmanische Reich zu den Verlierermächten gehörte, wurde mit dem Ende des Ersten Weltkrieges dessen Hauptstadt Istanbul von militärischen Truppen der Briten, Franzosen und Italiener besetzt. Infolge der Kriegssituation und der anschließenden Besetzung Istanbuls wurde die Cuma Ligi nach dem Sommer 1918 nicht mehr fortgeführt. Die englischen Gruppen organisierten eigene Vereine und auch eine Liga. Durch diese Besatzung schränkten nahezu alle einheimischen Vereine, bis auf Fenerbahçe, für etwa zwei Jahre ihre Tätigkeiten ein.
Während der Besatzungszeit gründeten die englischen und französischen Besatzungstruppen ihre eigenen Vereine und organisierten auch mehrere Ligasysteme. Bis auf Fenerbahçe lehnten es alle anderen türkischen Vereine ab, mit den Besatzermannschaften in einer Liga zu spielen. Fenerbahçe nahm sehr erfolgreich an diesen Ligen und Turnieren teil und gewann 60 der 68 Spiele gegen die Besatzerteams, spielte vier Mal unentschieden und verlor lediglich vier Partien. Dieser Umstand hatte zur Folge, dass die Popularität von Fenerbahçe unter der einheimischen Bevölkerung erheblich stieg und die Spiele als Spiegelbild der angespannten Situation innerhalb der Stadt wurde. In diesem Umfeld nahm Arca mit Fenerbahçe ab dem Sommer 1920 an der wieder eingeführten Freitagsliga teil. Bereits in seiner ersten Saison nach der Wiederaufnahme des Ligabetriebs, der Spielzeit 1920/21, gewann Arca mit Fenerbahçe die Meisterschaft der Freitagsliga. Nachdem die Meisterschaft der Saison 1921/22 an den Erzrivalen Galatasaray vergeben worden war, gewann Arca mit Fenerbahçe die Meisterschaft der Spielzeit 1922/23. Diese Meisterschaft, in der Fenerbahçe zwölf Spielen bestritt, erreichte die Mannschaft ungeschlagen und ohne Gegentor.
Vor dem Ende der Besatzung Istanbuls organisierte der Befehlshaber aller Besatzungstruppen Istanbuls, General Charles Harington Harington, ein nach ihm benanntes Pokalspiel, den General Harington Kupası. Für dieses Spiel, auf dessen Sieg Harington sehr großen Wert legte, organisierte er höchstpersönlich ein Auswahlturnier innerhalb der Besatzermannschaften, an denen die Mannschaften Irish Guards, Grenadiers Guards und Coldstream Guards teilnahmen. Nach den Turnierspielen wählte er aus diesen drei Mannschaften die aus seiner Sicht geeigneten Spieler aus. Zusätzlich ließ er extra für dieses Spiel aus den in Ägypten und Gibraltar stationierten britischen Truppen vier Profifußballspieler nach Istanbul holen. Aus all diesen Fußballspielern ließ er eine Mannschaft aufstellen, die er Coldstream Guards taufte. Anschließend ließ er in einer Tageszeitung die Annonce drucken, dass die Coldstream Guards die türkischen Mannschaft herausfordere und diese mit beliebiger Zusammenstellung im General Harington Kupası gegen sie antreten könne. Auf diese Zeitungsannonce antwortete Fenerbahçe damit, dass sie lediglich mit ihrem eigenen Kader die Herausforderung annehmen werden. So traten beide Teams am 29. Juni 1923 im Taksim-Stadion gegeneinander an. Arca zählte bei diesem historischen Spiel zur Startelf seiner Mannschaft. Das prestigeträchtige Spiel entschied Fenerbahçe mit 2:1 für sich und sorgte bei der einheimischen Bevölkerung für große Freude.
Mit dem Ende der Besatzung Istanbuls und der Staatsgründung der modernen Türkei wurde auch der Fußball in Istanbul reformiert. Nachdem zuvor in einigen Spielzeiten mehrere Istanbuler Ligen wie Freitagsliga und Sonntagsliga parallel existiert und miteinander konkurriert hatten, wurde im Sommer die İstanbul Futbol Ligi (dt. Istanbuler Fußballliga) eingeführt. Diese Liga ersetzte bzw. vereinigte alle vorherigen Ligen und sorgte dafür, dass alle bekannten Istanbuler Vereine in der gleichen Liga spielten. Arca nahm mit seiner Mannschaft fortan an dieser Liga teil und spielte bis zum Sommer 1929 für Fenerbahçe in dieser Liga, ohne einmal die Meisterschaft dieser Liga gewinnen zu können. Lediglich in der Spielzeit 1924/25 nahm er mit seinem Verein nicht am Wettbewerb dieser Liga teil. Im Sommer nahm Arca mit der Nationalmannschaft an den Olympischen Sommerspielen 1928 teil und beendete im Anschluss daran seine aktive Fußballspielerlaufbahn.

### Nationalmannschaft
Arca kam im ersten Spiel der Türkischen Nationalmannschaft zu seinem ersten Länderspieleinsatz. In der Partie gegen die Rumänische Nationalmannschaft befand er sich in der Startelf und spielte über die volle Spielzeit. Insgesamt absolvierte er neun Länderspiele und erzielte dabei drei Tore.

## Funktionärskarriere
Arca arbeitete in den 1950er Jahren für den türkischen Fußballverband als Funktionär.
Im März 1967 wurde er bei Fenerbahçe Istanbul  ins Kabinett des neuen Klubpräsidenten Faruk Ilgaz gewählt. Im August 1967 trat er von diesem Amt zurück.
Arca war auch im Vereinsvorstand (türkisch: Divan Kurulu) Fenerbahçes aktiv und blieb bis zu seinem Tod Vorstandsmitglied.

## Erfolge
Mit Fenerbahçe Istanbul
- Meister der İstanbul Cuma Ligi: 1920/21, 1922/23
- General Harington Kupası: 1923
- Sieger im Makriköy Gençlerbirliği Turnuvası